# Union Springs, Alabama
Union Springs là một thành phố thuộc quận Bullock, tiểu bang Alabama, Hoa Kỳ. Dân số năm 2009 là 4770 người, mật độ đạt 278 người/km².